# Assassinatos de Harry e Harriette Moore
Harry T. Moore e sua esposa, Harriette V. S. Moore, foram pioneiros e líderes do Movimento dos Direitos Civis nos Estados Unidos, sendo considerados os primeiros mártires desse movimento. Na noite de Natal, 25 de dezembro de 1951, uma bomba colocada sob o assoalho do quarto do casal, em sua casa em Mims, Flórida, explodiu. Naquele dia, eles haviam comemorado seu 25º aniversário de casamento. Harry faleceu na ambulância a caminho do hospital, e Harriette não resistiu aos ferimentos nove dias depois, em 3 de janeiro de 1952. Suas mortes marcaram o primeiro assassinato de ativistas durante o Movimento dos Direitos Civis e foram o único caso em que um casal foi morto na história do movimento.

## Contexto
Harry Moore e Harriette Simms casaram-se em 25 de dezembro de 1926 e mudaram-se para a casa da família Simms no outono seguinte. Harry era educador, enquanto Harriette, ex-professora, trabalhava como corretora de seguros. Em 1927, Harry foi promovido a diretor escolar da Titusville Colored School, uma escola local. O sistema escolar da cidade era segregado racialmente, como muitos outros nos Estados Unidos na época. Harry lecionava para o nono ano (a escola atendia do primeiro ao nono ano) e supervisionava a equipe de professores. No primeiro ano de sua gestão, a escola foi fechada após apenas seis meses pelo conselho escolar local, como parte de uma prática sistêmica de discriminação contra crianças negras. Em 1928, os Moore tiveram sua primeira filha e mudaram-se para uma casa própria, em um terreno de um acre doado pelos pais de Harriette. A segunda filha nasceu em 1930. Harriette retornou à educação no ano seguinte e, posteriormente, passou a lecionar na mesma escola de Harry.
Em 1934, Harry fundou a filial do condado de Brevard, Flórida, da Associação Nacional para o Progresso de Pessoas de Cor (NAACP). Mais tarde, ele se tornou o primeiro Secretário Executivo da NAACP no estado da Flórida. A filial trabalhou pela igualdade salarial para professores de qualquer etnia, lutou pela punição de linchamentos e buscou registro eleitoral para eleitores negros na região.
O ativismo de Moore era altamente controverso no condado, dominado pela comunidade branca. Em 1946, isso resultou na demissão de Harry e Harriette de seus cargos de professores pelas autoridades estaduais. Harry então passou a trabalhar em tempo integral para a NAACP.

## Assassinato
Na noite de 25 de dezembro de 1951, após celebrarem o Natal e seu 25º aniversário de casamento, os Moore retiraram-se para seu quarto. Uma bomba explodiu, ferindo Harry e Harriette, mas deixando sua filha, que estava em casa (a outra filha estava em outro local), ilesa. O dispositivo explosivo improvisado, feito de dinamite, havia sido colocado diretamente sob o assoalho do quarto do casal. Eles foram levados ao hospital mais próximo que atendia afro-americanos, em Sanford, Flórida, a cerca de 48 km de carro. Harry faleceu durante o transporte, e Harriette, que viveu para ver o enterro do marido, morreu nove dias depois devido aos ferimentos.

## Investigações e motivo
Ao longo dos anos, vários motivos foram sugeridos para as mortes dos Moore. Todos compartilham um tema comum — retaliação contra Harry Moore por suas atividades em prol dos direitos civis. — Charlie Crist, 35º Procurador-Geral da Flórida
Desde a explosão em 1951, cinco investigações criminais distintas foram iniciadas e concluídas. A primeira, conduzida pelo FBI, começou na noite do atentado e terminou em 1955. A segunda foi uma investigação conjunta do Gabinete do Xerife e da Procuradoria do Condado de Brevard em 1978. A terceira, realizada em 1991 pelo Departamento de Aplicação da Lei da Flórida (FDLE), foi seguida por uma quarta investigação em 2004, conduzida pelo Escritório de Direitos Civis do Procurador-Geral da Flórida. Em 2008, o FBI reabriu o caso como parte da Iniciativa de Casos Frios do Departamento de Justiça.
As cinco investigações revelaram evidências que implicaram quatro suspeitos no atentado. Todos eram membros de alto escalão da Ku Klux Klan na região central da Flórida. O primeiro, Earl J. Brooklyn, era um klansman conhecido por sua extrema violência, descrito como "renegado" após ser expulso de uma seção da Klan na Geórgia por atos de violência não autorizados. Brooklyn possuía plantas da casa dos Moore e estaria recrutando voluntários para o atentado. O segundo, Tillman H. "Curley" Belvin, também era um membro violento da Klan e amigo próximo de Brooklyn. Joseph N. Cox, outro klansman, foi citado por um quarto conspirador, Edward L. Spivey.
Spivey acusou Cox em uma confissão no leito de morte enquanto sofria de câncer em estágio terminal em 1978. Cox cometeu suicídio em 30 de março de 1952, um dia após ser confrontado pelo FBI. Brooklyn e Belvin morreram durante a investigação inicial do FBI — Belvin de causas naturais em agosto de 1952, e Brooklyn, também de causas naturais, em 25 de dezembro de 1952, exatamente um ano após o atentado. Nenhuma prisão foi realizada.
As investigações confirmaram que o ativismo de Harry pelos direitos civis o tornava um alvo conhecido da Klan. A Divisão de Direitos Civis do Departamento de Justiça encerrou o caso em 2011.

## Reação pública
Na madrugada de 26 de dezembro de 1951, homens indignados dos bairros negros de Titusville espalharam a notícia do atentado pelas ruas. Nas horas seguintes, homens e mulheres do condado de Brevard, muitos ainda de pijama, caminharam ou dirigiram até Mims para protestar nas ruas. A maioria conhecia Moore pessoalmente, seja por seu trabalho na educação, na NAACP ou por suas campanhas de registro eleitoral.
O assassinato desencadeou protestos nacionais, com comícios, memoriais e outros eventos realizados após a notícia do atentado. O presidente Harry S. Truman e o governador Fuller Warren receberam inúmeros telegramas e cartas em protesto contra o assassinato dos ativistas em Mims, Flórida. Em Nova Iorque, algumas semanas depois, em 5 de janeiro de 1952, Jackie Robinson realizou um culto memorial que reuniu cerca de 3.000 pessoas. A NAACP organizou um memorial em março de 1952 no Madison Square Garden, com a presença de 15.000 pessoas, e oradores como Langston Hughes prestaram suas homenagens.
E isso diz ele, nosso Harry Moore,

Como se do túmulo gritasse:

Nenhuma bomba pode matar os sonhos que tenho,

Pois a liberdade nunca morre!Original (em inglês): And this he says, our Harry Moore

As from the grave he cries

No bomb can kill the dreams I hold

For freedom never dies!"— Langston Hughes, (1951)  (em inglês)

## Prêmios e tributos
Em 1952, após suas mortes, Harry recebeu postumamente a Medalha Spingarn da NAACP. Em 1999, o local da casa dos Moore em Mims, onde ocorreu o atentado, foi designado como um Marco do Patrimônio Histórico do Estado da Flórida. Cinco anos depois, o governo local do condado de Brevard inaugurou o "Parque Memorial e Centro Interpretativo Harry T. e Harriette Moore".